# Lobatiriccardia verdoornioides
Lobatiriccardia verdoornioides là một loài rêu trong họ Aneuraceae. Loài này được Nebel, Preussing, A. Schäfer-Verwimp & D. Quandt mô tả khoa học đầu tiên năm 2010.